# Manuel Cerqueira Gomes
Manuel Cerqueira Gomes (Braga, 16 de Novembro de 1894 - Porto, 16 de Dezembro de 1973), foi um médico, politico e professor português. Ficou conhecido por ter introduzido a eletrocardiografia em Portugal.
Licenciado em medicina pela Faculdade de Medicina da Universidade do Porto (FMUP) em 1918, onde completou o doutoramento em 1921 após um estágio em França focado no estudo da eletrocardiografia.
Em 1957, tornou-se professor catedrático de Propedêutica Médica na FMUP e diretor do serviço correspondente no Hospital de São João. Publicou trabalhos relevantes nas áreas de medicina interna, cardiologia e endocrinologia, e participou em conferências internacionais, incluindo no Serviço de Patologia Médica em Madrid. Foi também bastonário da Ordem dos Médicos (1948-1956) e membro fundador de diversas sociedades médicas.
Na política, foi procurador à Câmara Corporativa durante a IV Legislatura e atuou como membro da Comissão Central da União Nacional, cargo a convite de Salazar. Foi ainda vice-presidente da Comissão Consultiva da União Nacional. Como deputado nas legislaturas V, VI e VII, trabalhou principalmente nas comissões de Trabalho, Previdência e Assistência Social. Participou em debates sobre a luta contra a tuberculose, previdência social, e questões de saúde pública, destacando-se pela sua intervenção na discussão de novas leis e pela defesa de causas sociais.
Jubilou-se em 1964, mas continuou a exercer medicina no seu consultório no Porto até ao final da sua vida. Manuel Cerqueira Gomes é lembrado pela sua inteligência, competência clínica, dedicação ao ensino e à vida pública, além de suas habilidades na escrita e oratória.
Era irmão do médico e político Augusto Cerqueira Gomes.